# 烏稽侯尸逐鞮単于
烏稽侯尸逐鞮単于（うけいこうしちくていぜんう、拼音: Wūjīhóushīzhúdīchányú、 ? - 128年）は、中国後漢時代の南匈奴の単于。湖邪尸逐侯鞮単于の子。烏稽侯尸逐鞮単于というのは称号で、姓は虚連題氏、名は抜という。

## 生涯
湖邪尸逐侯鞮単于の子として生まれる。
延光3年（124年）、兄の萬氏尸逐侯鞮単于が薨去し、抜が烏稽侯尸逐鞮単于として即位する。その夏、新降の一部族大人（たいじん：部族長）阿族らは叛いて、呼尤徽を脅迫し人質にして逃げ去ろうとしたが失敗し、妻子らを連れて逃げ去った。中郎将の馬翼はこれを追撃して撃破した。
永建元年（126年）、以前、朔方以西の障塞の大部分が修復されていなかったために、鮮卑の侵略で漸将王が殺されるという事件があり、単于は憂い恐れ、朝廷に上言して障塞の修復を願った。漢の順帝はその上言を聴きいれて、辺境諸郡の兵を増員させた。
永建3年（128年）に薨去し、弟の休利（去特若尸逐就単于）が立った。

## 参考資料
- 『後漢書』（南匈奴列伝）